# Prosopography of the Later Roman Empire
Prosopography of the Later Roman Empire (PLRE, soit Prosopographie de l'Empire romain tardif) est un grand ensemble de trois volumes regroupant les notices biographiques de toutes les personnes ayant vécu dans le monde romain de l'Antiquité tardive, entre 260 et 641, connues par les inscriptions, les textes littéraires ou parfois des sources plus incertaines (par exemple les personnages non confirmés de l’Histoire Auguste), avec les références et les témoignages. Il est devenu un outil de travail indispensable pour tous les chercheurs de cette période.
Les volumes ont été édités par Cambridge University Press et sont rédigés par de très nombreux auteurs sous la direction de Arnold Hugh Martin Jones, John Robert Martindale et John Morris :
- Le volume 1, publié le 2 mars 1971, couvre la période de 260 à 395 (1 176 pages) ;
- Le volume 2, publié le 9 octobre 1980, couvre la période de 395 à 527 (1 355 pages) ;
- Le volume 3, publié le 15 octobre 1992, couvre la période de 527 à 641 (1 626 pages en deux tomes).

## Origines de la PLRE
L'idée d’une « Prosopographie de l'Antiquité tardive » (PLA) remonte au début du XXe siècle, lorsque Adolf von Harnack, sur la suggestion de Theodor Mommsen, a proposé de poursuivre la Prosopographia Imperii Romani (PIR) de
l'an 284, début du règne de Dioclétien (284-305), jusqu'en 565, date de la mort de Justinien (527-65). Ce projet avait l'ambition d'incorporer dans un seul corpus des individus tant séculiers qu'ecclésiastiques. Après des débuts
enthousiastes, il a été freiné par la Première Guerre mondiale et, dans les années 1920, les travaux se sont complètement arrêtés après la collecte de quelque 75 000 citations. Le projet fut définitivement arrêté en 1933, et les espoirs initiaux
d'une PLA se sont éteints.
Les projets de prosopographie de l'Antiquité tardive ont été relancés à la fin des années 1940. En 1948, le professeur A. H. M. Jones et Sir Harold I. Bell ont demandé à la British Academy une « modeste subvention » pour poursuivre un projet visant à créer un corpus de « toutes les personnes occupant un rang civil ou militaire » depuis les règnes de Dioclétien jusqu'à Héraclius. La somme de 50 livres sterling fut allouée et une réunion inaugurale du comité eut lieu le 4 octobre 1949 en présence de Norman H. Baynes, Bell, Jones (en tant que président), John Morris (en tant que secrétaire) et E. A. Thompson. En 1950, lors du premier congrès international d'études classiques à Paris, un groupe d'universitaires britanniques dirigé par Jones rencontra un groupe français sous la direction de l'historien Henri-Irénée Marrou, et établit des lignes directrices pour le développement de la recherche et a établi des lignes directrices pour la création de deux projets prosopographiques pour l'Antiquité tardive. Les Britanniques prendraient en charge la Prosopographie du Bas-Empire romain (PLRE), et le français de la Prosopographie chrétienne du Bas-Empire (PCBE). L'année suivante, l'Académie de Berlin a accepté que les projets britannique et français aient accès aux extraits prosopographiques du projet allemand antérieur qui avaient survécu aux bombardements de la guerre. En 1953, le PLRE disposait d'un comité de surveillance composé, outre le professeur Jones, des professeurs Baynes et Thompson, ainsi que de Bell, C. H. Roberts et Morris. En 1968, John R. Martindale a rejoint l'équipe éditoriale britannique.

## Avantages et inconvénients
Bien que la plupart des savants et des universitaires concernés par un tel travail, dont la vocation encyclopédique venait apporter une somme considérable de données, un certain nombre de critiques, légitimes pour certaines , se sont élevées. Les discussions les plus approfondies sur le PLRE I ont porté sur (1) la nature des critères permettant de déterminer qui était inclus et qui ne l'était pas, et (2) le respect et l'application de ces critères. En ce qui concerne le premier point, le
PLRE proposait d'inclure non seulement les personnalités laïques de rang sénatorial, mais aussi "les avocats, les médecins et les littéraires". En 1976, Baldwin a suggéré que "le pire défaut du PLRE est de ne pas avoir de critères de sélection".
D'une part, le volume inclut des personnes telles qu'Arsacius, "gardien des lions impériaux" (magister militium), mais d'autre part, il exclut des individus que certains érudits considéraient comme dignes d'être inclus. Par exemple, plusieurs auteurs ont remis en question la décision d'exclure 
- (1) les décurions et d'autres personnes d'importance locale;
- (2) les ecclésiastiques de naissance sénatoriale ou qui, comme Augustin, avaient occupé de hautes fonctions séculières plus tôt dans leur carrière;
- (3) les étrangers de haut rang qui n'étaient pas au service des Romains;
- (4) les personnes qui n'étaient pas au service des Romains, mais qui n'étaient pas au service des Romains.[Quoi ?]
- (5) empereurs après leur accession.

D'autres ont déploré l'absence d'autres personnes qui attiraient l'attention du public, comme les athlètes, les lutteurs, les chars et les acteurs. Les éditeurs ont justifié ces exclusions par le fait que le clergé serait inclus de manière exhaustive dans la Prosopographie chrétienne, ouvrage dirigé sous l'autorité d'Henri Irénée Marrou, et que l'incorporation des décurions et autres aurait rendu le volume trop grand et aurait inclus des personnes d'importance purement locale.
Le dialogue le plus persistant au sujet de la PLRE concernait des personnes qui répondaient apparemment aux critères d'inclusion énoncés, mais qui ont été laissées de côté. Martindale avait conclu son article de 1972 en espérant que les chercheurs enverraient des addenda et des corrigenda à inclure dans une annexe au troisième volume, et les trois volumes contenaient des supplications similaires. Mais ce qui s'est en fait produit, c'est quelque chose de plutôt différent : la création d'une industrie artisanale pour la publication de listes de "personnes disparues", dont beaucoup sont citées dans la bibliographie en annexe.
Néanmoins, avec la publication du volume II de la PLRE, on a vu apparaître le nom de personnages importants, étrangers à l'empire, mais en lien avec lui.

## Influence
Si on laisse de côté un des problèmes les plus ardus qu'a rencontré la PLRE sur ses fonts baptismaux,à savoir la collation de données très diverses et leur mise en fiches selon des méthodes parfois peu cohérentes selon les chercheurs qui ont collaboré (ce qui a permis de mettre en cause le travail collaboratif en lui-même), il n'en reste pas moins qu'avec l'arrivée des outils informatiques et du World Wide Web, le collationnement a permis de rassembler encore plus de données venant de sources arméniennes, perses, arabes, de la papyrologie, de la sigillographie, etc., et grâce aussi à l'accès rapide à des bases de données universitaires. Le programme PLRE a incontestablement facilité et encouragé la recherche et la publication. De nos jours, il serait impensable d'entreprendre une étude approfondie du monde de l'Antiquité tardive sans le consulter. La promesse faite par John Morris en 1962 a été tenue : PLRE "fournit une base solide de preuves permettant d'étudier les problèmes dans leur ensemble". Comme l'a noté Barnish en 1994, "PLRE fournit des points de départ et des listes de références d'une immense valeur ...". Aucun de ceux qui ont maudit les parties I et II n'a cessé de les utiliser.
Parallèlement à la multitude d'articles, un certain nombre de monographies ont été publiées, à partir du milieu des années 70, traitant des grandes questions de compilation, d'analyse et de synthèse prosopographiques, dont la rédaction a été rendue beaucoup plus facile, voire complète, par l'apparition de PLRE. On pourrait y ajouter une multitude d'études biographiques ou pseudo-biographiques de personnalités de l'Antiquité tardive, telles que Themistius, Ambroise, Ausone, Arcadius, Paulin de Nole, Constantius III, Germain d'Auxerre, Galla Placidia, Sidoine Apollinaire, Théodoric le Grand, Césaire d'Arles et Procope de Césarée.